# Eteonico
Eteonico (Sparta, V secolo a.C. – dopo il 389 a.C.) è stato un ammiraglio spartano.

## Biografia
Nel 412 a.C. Eteonico era luogotenente sotto l'ammiraglio Astioco, che assistette nelle inconcludenti spedizioni contro Lesbo. Divenne poi armosta a Taso, ma nel 410 a.C. gli abitanti lo espulsero, assieme a tutti gli altri Spartani.
Nel 406 a.C. era al servizio di Callicratida, che lo lasciò a Mitilene con 50 navi per sorvegliare Conone mentre lui andava a fronteggiare i rinforzi ateniesi; nello scontro che ne seguì, davanti alle isole Arginuse, perse la vita anche Callicratida stesso.
Quando Eteonico lo seppe lasciò Mitilene, dirigendosi colle sue 50 navi verso Chio, dove riuscì in breve tempo a ricostruire la sua flotta. Per tenere alto il morale delle truppe, nel frattempo, ordinò ai suoi soldati di annunciare che Callicratida aveva vinto e che gli Ateniesi erano stati distrutti.
L'inverno successivo, con notevole prontezza ed energia, riuscì a sventare un complotto ordito contro di lui da alcuni soldati dell'isola, che erano affamati, scalzi e infreddoliti.
Sembra che Eteonico, in seguito, sia andato a Bisanzio, come riferito da Senofonte nell'Anabasi, dove si dice che era al servizio di Anassibio.
Infine, nel 389 a.C., Senofonte riferisce che era armosta ad Egina.
Dopo quell'anno non se ne sa più niente.